# Entente Européenne d’Aviculture et de Cuniculture
De Entente Européenne d’Aviculture et de Cuniculture afgekort: EE, is het Europese verbond van kleindierfokkers, gevestigd in Luxemburg.

## Geschiedenis en naamgeving
Het verbond is op 18 juni 1938 in Brussel door de kleindierfokkersvereinigingen van België, Frankrijk, Luxemburg en Nederland als "Entente des Commissions Internationales" opgericht. Op 27 mei 1954 werd in Duisburg de naam in "Entente Européenne d'Aviculture et de Cuniculture" veranderd, om aan te geven dat het zich om een Europees verbond handelt. Deze naam wordt algemeen gebruikt, hoewel de eigenlijke benaming thans "Association Européenne pour l’Elevage de Volailles, de Pigeons, d’Oiseaux, de Lapins et de Cavias" luidt. De Duitse naam is "Europäischer Verband für Geflügel-, Tauben-, Vogel-, Kaninchen- und Caviazucht", de Engelse "European Association of Poultry, Pigeon, Bird, Rabbit and Cavia Breeders".

## Talen en organisatie
De officiële talen van het verbond zijn: Frans, Duits en Engels. Jaarlijks vindt er tijdens het Hemelvaartsweekend 
in een van de aangesloten landen een tweedaagse bijeenkomst plaats.

## Vertegenwoordigde landen
In 31 Europese landen zijn 2,5 miljoen leden bij de Entente Européenne aangesloten:
- België
- Bosnië en Herzegovina
- Bulgarije
- Denemarken
- Duitsland
- Finland
- Frankrijk
- Griekenland
- Hongarije
- Ierland
- Italië
- Kroatië
- Letland
- Litouwen
- Luxemburg
- Noord-Macedonië
- Nederland
- Noorwegen
- Oostenrijk
- Polen
- Portugal
- Roemenië
- Rusland
- Servië
- Slovenië
- Slowakije
- Spanje
- Tsjechië
- Verenigd Koninkrijk
- Zweden
- Zwitserland

Het Europese verbond voor postduifliefhebbers is eveneens onderdeel van de Entente européenne.

## Taken
Het Europese Verbond heeft voor zichzelf meerdere taken en doelen geformuleerd:
- Discussieplatform voor de nationale kleindierfokkersorganisaties in Europa
- Integratie van plattelandscultuur en tradities
- Biodiversiteit van kleindieren en eeuwenoude pluimvee-, konijnen- en caviarassen als behoudenswaardig erfgoed.
- Ondersteuning van jeugdige fokkers
- Samenwerking met scholen
- Dierenbescherming
- Stimuleren van contacten tussen kleindierfokkers van alle leeftijdsgroepen en achtergronden door de organisatie van wedstrijden en studiedagen